# Сисайшань
Сисайша́нь (кит. упр. 西塞山, пиньинь Xīsàishān, буквально: «гора Сисай») — район городского подчинения городского округа Хуанши провинции Хубэй (КНР).

## История
Исторически эти места входили в состав уезда Дае (大冶县). Во времена империи Цин здесь возник посёлок Шихуэйяо (石灰窑). В 1948 году он был объединён с посёлком Хуаншиган (黄石港) в посёлок Шихуан (石黄镇).
В 1949 году на базе посёлка Хуанши и волости Телу был создан Индустриально-горнодобывающий особый район Дае (大冶工矿特区). В августе 1950 года Индустриально-горнодобывающий особый район Дае был преобразован в город Хуанши (黄石市), напрямую подчинённый властям провинции Хубэй, а в его составе был вновь создан посёлок Шихуэйяо. В 1956 году посёлок был преобразован в уличный комитет.
В 1960 году посёлок был преобразован в коммуну, которая в 1962 году была разделена на три отдельные коммуны. В 1973 году коммуны были преобразованы в районы, которые в 1979 году были объединены в район Шихуэйяо (石灰窑区).
В 2001 году район Шихуэйяо был переименован в Сисайшань

## Административное деление
Район делится на 20 микрорайонов, напрямую подчинённых районным властям, 1 уличный комитет и 1 посёлок и .